# 綾小路諒真のROCK'N ROLL HIGH SCHOOL
『綾小路諒真のROCK'N ROLL HIGH SCHOOL』（あやのこうじりょうまのロックンロールハイスクール）は、2017年3月7日からエフエムとよひらで放送されている綾小路諒真がパーソナリティのラジオ番組（バラエティ番組）。放送時間は毎週火曜 20:00 - 21:00。ラジオアプリListenRadioで放送中。綾小路諒真のFacebookでも動画配信を行っており、リスナーからリアルタイムでコメントを受け付けている。通称「ロクハイ」。

## 概要
- 番組は、綾小路諒真とパーソナリティとのフリートークから始まり、リスナーからのメールやFAX、毎週出題されるお題や大喜利へのメールを紹介して進行される。
- ゲストは不定期で出演。
- 番組内での綾小路諒真は「生徒会長」、パーソナリティは何らかの｢部活部長｣、リスナーは｢生徒｣と呼ばれる。ちなみに、ディレクターのPAMは｢教頭｣、エフエムとよひらの取締役放送局長の塚本薫は「校長先生」呼ばれている。
- 番組に送られてきたメールやFAXは全て目を通し紹介しており、間に合わなかった場合は翌週に持ち越してでも読むようにしている。
- 不定期で番組からのプレゼント企画が行われるが、サプライズでリスナーから番組宛にプレゼントが送られてくる事もある。イラストから調味料タレやご当地銘菓、ラブドールまで届いた事もある（放送中、ゲスト席に座らせていた）。

## ノベルティグッズ
2017年6月から、投稿されたメールやFAXの中から出演者が感動・感激・共感・大笑い・いいね!と思ったメールもしくはFAXを送ったやつリスナー名には、番組のオリジナルステッカー『先輩から回ってきたステッカー』がプレゼントされる。その他に、不定期でプレゼント企画が行われる。  過去のグッズは以下の通り。当選者はあみだくじで決めるのが恒例になっている。
- わんハート 秋冬号（2017年11月17日）
  - 財界さっぽろ発行の、北海道の犬専門雑誌「わんハート」編集者の後藤はるかがゲスト出演の際のプレゼント。リスナーがわんハートイベントにてロクハイリへプレゼントしたもの。出演者全員のサインとメッセージが書かれている。
- 安室ちゃん空気（2017年11月14日）
  - 北海道で行われた安室奈美恵が屋外でラジオの公開生放送を行った際、安室ちゃんファンである綾小路がイベントに参加した記念に「安室ちゃんと同じ空間の空気」を採取したという謎の小瓶。
- サイン入り色紙、クリスマスプレゼント（2017年12月26日）
  - クリスマスプレゼント企画として、綾小路諒真のサイン入り色紙と、ゲスト出演していた後藤はるかからのプレゼント詰め合わせ。
- あやりょうTシャツ、NEWステッカー、綾矢野CD（2018年3月6日）
  - ロクハイ一周年記念企画。サイン入り綾小路諒真オリジナルTシャツ、デザインを一新した新しいロクハイステッカー、2月から新しくパーソナリティを務めるバカボンドと綾小路のコラボCD（非売品）。
- 全員にロクハイ&MOBWISEステッカー（2018年6月19日）
  - 綾小路の誕生日企画。日頃の感謝を込めて、番組にメールやFAXを送ってくれたリスナー全員にステッカーを逆プレゼント。